# Mine de Willowdale
La mine de Willowdale est une mine à ciel ouvert de bauxite située en Australie-Occidentale. Elle appartient à Alcoa,. Elle alimente une raffinerie d'alumine située à Wagerup.